# 34014 Pingali
2000 OP15 (asteroide 34014) é um asteroide da cintura principal. Possui uma excentricidade de 0.10436080 e uma inclinação de 2.17983º.
Este asteroide foi descoberto no dia 23 de julho de 2000 por LINEAR em Socorro.